# ديفيد شابمان (لاعب رماية)
ديفيد شابمان (بالإنجليزية: David Chapman) هو لاعب رماية أسترالي، ولد في 22 مارس 1965.

## وصلات خارجية
- ديفيد شابمان على موقع الاتحاد الدولي (الإنجليزية)
- ديفيد شابمان على موقع أوليمبيديا (الإنجليزية)
- ديفيد شابمان على موقع اتحاد ألعاب الكومنولث (مؤرشف) (الإنجليزية)
- ديفيد شابمان على موقع دورة ألعاب الكومنولث 2006 (مؤرشف) (الإنجليزية)